# Hessisches Denkmalschutzgesetz

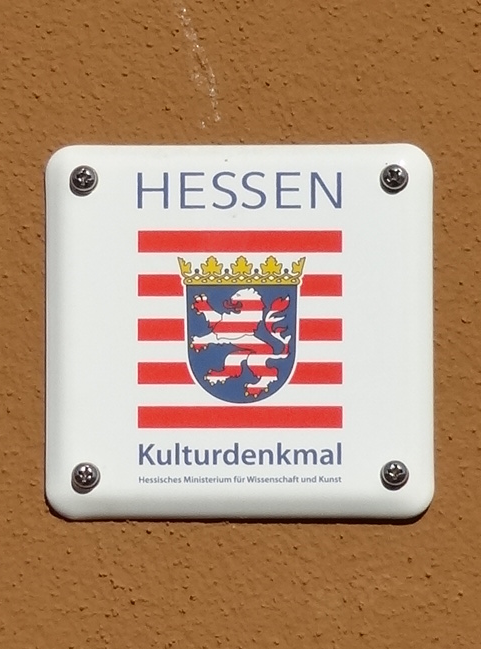
Plakette an der Hauswand eines Einzelkulturdenkmals, 2016

Das Hessische Denkmalschutzgesetz (HDSchG) ist die Grundlage des Denkmalrechts im Land Hessen. Es setzt die Vorschrift von Art. 62 Verfassung des Landes Hessen um:

„Die Denkmäler der Kunst, der Geschichte und Kultur sowie die Landschaft genießen den Schutz und die Pflege des Staates und der Gemeinden. Sie wachen im Rahmen besonderer Gesetze über die künstlerische Gestaltung beim Wiederaufbau der deutschen Städte, Dörfer und Siedlungen.“

## Geschichte

### Entwicklung
Das Land Hessen wurde in seiner heutigen Form erst 1945 geschaffen. Die Vorgängerterritorien, aus denen es sich zusammensetzt, brachten eigene denkmalschutzrechtliche Bestimmungen ein. Dazu zählten:
- Für die ehemals hessischen Gebiete[Anm. 2]:
  - Das Gesetz, den Denkmalschutz betreffend vom 16. Juli 1902[2] – es war das erste moderne Denkmalschutzgesetz Deutschlands – und
  - Die Bekanntmachung über die Anzeigepflicht und die behördlichen Anordnungen bei Ausgrabungen und Funden vom 25. Oktober 1920.
- Für die ehemals preußischen Gebiete:
  - Das preußische Ausgrabungsgesetz vom 26. März 1914 und
  - Erster Teil, Titel 8, § 33 des Allgemeinen Landrechts für die Preußischen Staaten vom 5. Februar 1794.

Dieser zersplitterte Rechtszustand hielt bis zum Jahr 1974 an, als das erste gesamthessische Denkmalschutzgesetz geschaffen wurde. Dieses wurde 1986 grundsätzlich überarbeitet. In den folgenden drei Jahrzehnten fanden punktuell – in der Regel innerhalb von Sammelgesetzen – einzelne Änderungen statt, um das Denkmalschutzgesetz geänderten rechtlichen oder tatsächlichen Vorgaben anzupassen. So wurden etwa die Bußgelder der Ordnungswidrigkeits-Tatbestände im Zuge der Einführung des Euro umgestellt. Um das Gesetz den Veränderungen, die sich nach drei Jahrzehnten ergeben hatten, anzugleichen, wurde es 2016 durch ein neu gefasstes Gesetz ersetzt. Diese entspricht inhaltlich aber in großen Teilen dem bis dahin geltenden Recht.

### Neuerungen 2016
Der Gesetzestext wurde insgesamt erstmals gegendert und die Rechtschreibung dem Stand nach der Rechtschreibreform angepasst. Im Einzelnen wurde gegenüber der zuvor geltenden Fassung des Gesetzes geändert:
- Die „historisch gewachsene Kulturlandschaft“ wird nun explizit als mögliches Kulturdenkmal aufgeführt (§ 1 Abs. 1).
- Das Bodendenkmal ist moderner definiert, auf die vorher enthaltene „weiche Zeitgrenze“ verzichtet (§ 2 Abs. 2).[Anm. 3]
- Das UNESCO-Welterbe wird erstmals explizit genannt (§ 3)[Anm. 4]
- Das Landesamt für Denkmalpflege Hessen ist nun auch ausdrücklich „Träger öffentlicher Belange“ in Sachen Denkmalschutz (§ 5 Abs. 2 Nr. 2).
- Ehrenamtliches Engagement zugunsten der Denkmalpflege wurde im Gesetz verankert (§ 7 Abs. 2).
- Das Verursacherprinzip galt in Hessen schon vor der Gesetzesnovelle. Bis 2016 musste es aber aus anderen Bestimmungen abgeleitet werden. Es ist nun ausdrücklich hineingeschrieben (§ 18 Abs. 5).
- Das Schatzregal wurde umfassend neu geregelt (§ 25).
- Auf eine zeitliche Befristung des Gesetzes wurde verzichtet.[Anm. 5]

## Inhalt

### Kulturdenkmäler
Die Kulturdenkmäler werden im Hessischen Denkmalschutzgesetz unterschiedlich kategorisiert, und zwar nach:
- dem ihnen zukommenden Schutz in Einzelkulturdenkmäler (§ 2 Abs. 1) und Gesamtanlagen[Anm. 6] (§ 2 Abs. 3),
- ihrem Entstehungs- und Konservierungsprozess in Bau- und Bodendenkmäler (§ 2 Abs. 2),
- nach ihrer sachenrechtlichen Qualität in
  - Sachen und hier in:
    - Bewegliche Sachen und
    - Immobilien (§ 2 Abs. 4),

  - Sachgesamtheiten und
  - Sachteile (§ 2 Abs. 1), sowie
  - Gegenstände, die nach dem Kulturgutschutzgesetz in das Verzeichnis national wertvollen Kulturgutes eingetragen sind (§ 2 Abs. 5).

#### Einzelkulturdenkmäler
Ein Gegenstand ist Kulturdenkmal, wenn an seinem Erhalt aus
- künstlerischen,
- wissenschaftlichen,
- technischen
- geschichtlichen
- städtebaulichen Gründen

ein öffentliches Interesse besteht. Ist eines dieser Kriterien erfüllt, handelt es sich um ein Kulturdenkmal und es ist schutzwürdig (§ 2 Abs. 1).

#### Gesamtanlagen
Bei der Gesamtanlage (§ 2 Abs. 3) ist die ganze Anlage ein Kulturdenkmal. Die einzelnen Bestandteile der Gesamtheit können, müssen aber nicht auch einzeln Kulturdenkmale sein. Beispiele dafür sind Straßen-, Platz- und Ortsbilder einschließlich Pflanzen-, Frei- und Wasserflächen. Für Gesamtanlagen gelten leicht abgeschwächte Regeln für deren Erhalt (§ 18 Abs. 4).

#### Baudenkmäler
Baudenkmäler sind die Kategorie der Kulturdenkmäler, die im öffentlichen Bewusstsein am präsentesten ist. Wird das Begriffspaar Bau-/Bodendenkmal verwandt, so zählen Gartendenkmäler, technische Denkmäler oder Kleindenkmäler zu den Baudenkmälern (§ 2 Abs. 1).

#### Bodendenkmäler
„Bodendenkmäler sind Kulturdenkmäler, die Zeugnisse menschlichen, tierischen oder pflanzlichen Lebens von wissenschaftlichem Wert darstellen und die im Boden verborgen sind oder waren oder aus urgeschichtlicher Zeit stammen.“

Diese Definition hat zur Folge, dass auch Fossilien als Kulturdenkmäler definiert sind („Lex Messel“).
Der Schutz archäologischer (oder paläontologischer) Befunde soll in der Regel durch Nachforschungsgenehmigungen sichergestellt werden. Erlaubnispflichtig ist also schon das gezielte Suchen, nicht erst das Graben nach Bodendenkmälern. Entsprechende Genehmigungen stellt das Landesamt für Denkmalpflege Hessen aus (§ 22).
Grabungsschutzgebiete (§ 23) sind in Hessen nur wenige ausgewiesen worden. Das wohl auch, weil das lediglich die Verlagerung der Zuständigkeit für das Erteilen einer Genehmigung bewirkt, aber keinen materiellrechtlich verstärkten Schutz.
Beim zufälligen Fund eines Bodendenkmals müssen Entdecker, Eigentümer des Grundstücks und/oder der Leiter der Arbeiten, bei denen der Fund gemacht wurde, diesen unverzüglich einer Denkmalschutzbehörde oder der Gemeinde anzeigen. (§ 21 Abs. 1 und 2). Fund und Fundstelle sind dann bis zu einer Woche lang unverändert zu erhalten, um dem Landesamt für Denkmalpflege Hessen die Möglichkeit zu geben, die Fundstelle zu untersuchen (§ 21 Abs. 3). Das Landesamt ist berechtigt, Funde zu bergen, auszuwerten und zur wissenschaftlichen Bearbeitung vorübergehend in Besitz zu nehmen (§ 21 Abs. 3). Diese Regel berührt die Eigentumsfrage nicht.
Nachdem eine 2011 eingeführte Regelung, die ein relatives Schatzregal zugunsten des Landes Hessen begründete, sich nicht bewährt hatte, weil sie zu komplex gestaltet war, wurde diese Bestimmung neu gefasst und zwar unter engem Bezug auf entsprechende Regelungen des Bürgerlichen Gesetzbuches. So erwirbt das Land Eigentum an Fundgegenständen nur, wenn sie von hervorragendem wissenschaftlichen Wert sind, vom Land Hessen selbst gefunden wurden (also etwa bei einer Grabung des Landesamtes für Denkmalpflege Hessen), in einem Grabungsschutzgebieten entdeckt wurden oder bei einer Raubgrabung ans Tageslicht kamen. Dem Finder und dem Grundstückseigentümer steht im Gegenzug eine Fundprämie zu. Dies spiegelt den Teilungsgedanken, des § 984 BGB. Die Höhe der Fundprämie wurde nach der Regelung des § 971 BGB (Finderlohn) gestaltet.

### Einzelfragen

#### Nachrichtliches Prinzip
Eine Sache wird nach hessischem Denkmalrecht allein durch die Tatsache, dass sie die in § 2 Abs. 1 gelisteten Merkmale aufweist, zum Denkmal. Der Eintrag in ein Denkmalverzeichnis ist so rein nachrichtlich („nachrichtliches Prinzip“). Ein Verwaltungsakt ist also in der Regel nicht erforderlich, damit eine Sache zum Kulturdenkmal wird. Die Kulturdenkmalseigenschaft legt schon das Gesetz fest. Ausnahmen gelten für bewegliche Sachen, die in der Regel erst durch den Eintrag in das Denkmalbuch zum Kulturdenkmal werden (§ 12 Abs. 2 Satz 1). Eine Ausnahme von dieser Regel sind Gegenstände, die nach dem Kulturgutschutzgesetz in das Verzeichnis national wertvollen Kulturgutes eingetragen sind. Sie sind durch den dortigen Eintrag automatisch Kulturdenkmäler nach hessischem Denkmalrecht (§ 12 Abs. 2 Satz 2).

#### Eigentümer
Das Hessische Denkmalschutzgesetz richtet sich auch an die Eigentümer, Besitzer und Unterhaltungspflichtigen von Kulturdenkmälern. Diese sind verpflichtet, ihr Kulturdenkmal zu erhalten und pfleglich zu behandeln (§ 13 Abs. 1). Dies gilt aber nur im Rahmen des individuell Zumutbaren (§ 21 Abs. 3). Wird die Grenze der Zumutbarkeit überschritten, kann zum einen die Zumutbarkeit durch die öffentliche Hand hergestellt werden. Das kann durch eine Zuwendung (§ 13 Abs. 2), die Gewährung von Abschreibungsmöglichkeiten für den denkmalpflegerischen Mehraufwand nach § 7i Einkommensteuergesetz oder die Übernahme der Kosten einer Ausgrabung durch das Landesamt für Denkmalpflege Hessen geschehen. Zum anderen kann die öffentliche Hand auf den Erhalt des Kulturdenkmals verzichten (§ 18 Abs. 3 Nr. 2). Darüber hinaus besteht die Möglichkeit, dass der Staat – gegen Entschädigung – ein Kulturdenkmal enteignet (§ 26). Das ist allerdings in der Praxis – wegen der damit verbundenen Kosten – sehr selten.

#### Verursacherprinzip
Das Verursacherprinzip galt in Hessen schon immer, musste aber bis 2016 aus anderen Bestimmungen abgeleitet werden. Nachdem dies immer wieder zu Diskussionen geführt hatte, wurde es nun explizit in den Gesetzestext hineingeschrieben (§ 18 Abs. 5).

### Verfahren

#### Genehmigung
Verfahren im Zusammenhang mit einem Kulturdenkmal sind immer (nur) durchzuführen, wenn es selbst (§ 18 Abs. 1) oder seine Umgebung (§ 18 Abs. 2) verändert werden soll. Dann ist eine Genehmigung der zuständigen Denkmalbehörde erforderlich. Als genehmigungspflichtig definiert das Gesetz das
- Zerstören eines Kulturdenkmals; für die Zerstörung eines Bodendenkmals durch eine wissenschaftliche Ausgrabung enthält § 22 eine Spezialzuständigkeit.
- Beseitigen eines Kulturdenkmals
- Verbringen eines Kulturdenkmals an einen anderen Ort (Translozierung),
- Instandsetzen eines Kulturdenkmals
- Umgestalten eines Kulturdenkmals (einschließlich des Anbringens von Werbeanlagen).

Die Genehmigung wird erteilt – gegebenenfalls mit Auflagen –, wenn Gründe des Denkmalschutzes dem Vorhaben nicht entgegenstehen (§ 18 Abs. 3 Nr. 1), ihre Ablehnung dem Eigentümer wirtschaftlich nicht zuzumuten ist (§ 18 Abs. 3 Nr. 2) oder überwiegende öffentliche Interessen dies verlangen (§ 18 Abs. 3 Nr. 3). Wird von der zuständigen Behörde über einen vollständig eingereichten Antrag auf eine Genehmigung nicht innerhalb von drei Monaten entschieden, gilt er als genehmigt (§ 20 Abs. 2 Satz 3).

#### Zuständige Behörde
In Hessen sind für Denkmalschutz und Denkmalpflege folgende Behörden zuständig:
- Oberste Denkmalschutzbehörde (§ 4 Abs. 1), das Hessische Ministerium für Wissenschaft und Kunst
- Untere Denkmalschutzbehörden (§ 4 Abs. 2), das sind in den Landkreisen der Kreisausschuss, in den kreisfreien Städten und den kreisangehörigen Gemeinden, denen die Bauaufsicht übertragen ist, der Magistrat. Es gibt in Hessen 37 untere Denkmalschutzbehörden.
Der Verwaltungsaufbau der hessischen Denkmalverwaltung ist – im Gegensatz zum übrigen Verwaltungsaufbau des Landes Hessen – zweistufig. Eine mittlere Ebene, eine „obere Denkmalschutzbehörde“, kennt das hessische Denkmalrecht nicht.
- Die Denkmalfachbehörde (§ 5), das Landesamt für Denkmalpflege Hessen. Es steht außerhalb des Verwaltungszuges von Oberer und unterer Denkmalschutzbehörde, ist eine Fachbehörde und dem Hessischen Ministerium für Wissenschaft und Kunst direkt nachgeordnet. Im Landesamt ist landesseitig die Kompetenz für Denkmalpflege gebündelt. Das Landesamt für Denkmalpflege Hessen berät die Denkmalschutzbehörden in denkmalfachlichen Fragen, unterstützt Eigentümer bei Pflege, Untersuchung und Wiederherstellung ihrer Kulturdenkmäler, inventarisiert die Kulturdenkmäler in Hessen, führt das Denkmalbuch und erforscht die Kulturdenkmäler als Beitrag zur Landesgeschichte (§ 5 Abs. 2). In den entsprechenden Verfahren – etwa bei Planfeststellungsverfahren oder Verfahren nach dem Bundesimmissionsschutzgesetz – ist es „Träger öffentlicher Belange“ in Sachen Denkmalschutz (§ 5 Abs. 2 Nr. 2).

Zuständig für denkmalrechtliche Genehmigungen ist in der Regel die untere Denkmalschutzbehörde (§ 8 Abs. 1). Ausnahmen gelten zum Beispiel für die denkmalrechtliche Nachforschungsgenehmigung, die die Denkmalfachbehörde erteilt (§ 22). Die untere Denkmalschutzbehörde entscheidet im Einvernehmen mit der Denkmalfachbehörde (§ 20 Abs. 5). Für Maßnahmen, die Kulturdenkmäler nur in geringem Maß verändern, können Denkmalfachbehörde und untere Denkmalschutzbehörde eine Verwaltungsvereinbarung über ein pauschaliertes Beteiligungsverfahren treffen. Das ist möglich, wenn die untere Denkmalschutzbehörde ausreichend mit qualifiziertem Personal ausgestattet ist (§ 20 Abs. 8). Kommt Einvernehmen zwischen unterer Denkmalschutzbehörde und Denkmalfachbehörde nicht zu Stande, entscheidet die Oberste Denkmalschutzbehörde (§ 20 Abs. 5). Bei staatseigenen Kulturdenkmälern gelten teilweise besondere Verfahrensregeln und Zuständigkeiten (§ 8 Abs. 2).

#### Sofortmaßnahmen
Kommt der Unterhaltungspflichtige eines Kulturdenkmals seiner Verpflichtung nicht nach und wird dadurch das Kulturdenkmal gefährdet, kann er verpflichtet werden, erforderliche Erhaltungsmaßnahmen auszuführen (§ 14 Abs. 1). Kommt er dem nicht nach und der Zustand eines Kulturdenkmals erfordert unverzügliche Erhaltungsmaßnahmen, können Denkmalschutzbehörden alle Maßnahmen ergreifen, die geeignet sind, die unmittelbare Gefahr für den Bestand des Kulturdenkmals abzuwenden. Eigentümer, Besitzer und sonstige Unterhaltungspflichtige können im Rahmen des Zumutbaren zur Erstattung der dabei entstehenden Kosten herangezogen werden (§ 14 Abs. 2).

### Gesellschaftliches Engagement
Sowohl bei der obersten als auch bei den meisten unteren Denkmalschutzbehörden sind beratende, unabhängige, fachkundige Gremien eingerichtet. Auf Landesebene heißt dieses Landesdenkmalrat (§ 6), bei den unteren Denkmalschutzbehörden Denkmalbeirat (§ 7 Abs. 1). Außerdem sind Ehrenamtliche in der Denkmalpflege vorgesehen (§ 7 Abs. 2), die die Denkmalschutzbehörden in der Denkmalpflege unterstützen sollen.
Weiter wurde bei der Novellierung des Gesetzes 2016 klargestellt, dass und in welchem Umfang Einsicht in das Denkmalverzeichnis genommen werden kann und das solche Informationen auch über das Internet bereitgestellt werden können (§ 10 Abs. 2, § 11).